# サイウオ科
サイウオ科（学名：Bregmacerotidae）は、タラ目に所属する魚類の分類群の一つ。サイウオ属のみ1属で構成され、サイウオなど中層遊泳性の魚類を中心に、少なくとも14種が記載される。科名の由来は、ギリシア語の「bregma（頭頂部）」と「keras（角）」から。

## 分布・生態
サイウオ科の魚類はインド洋・太平洋・大西洋など、世界中の熱帯・亜熱帯の海に広く分布する。その多くは海水魚であるが、まれに河口などの汽水域に進出する種類もある。生息範囲は広く、沿岸から外洋、表層から深海にまで多岐にわたる。
本科はあまり研究が進んでいないグループの一つで、生態についてはほとんどわかっていない。底生性の魚類が多いタラ目の中では例外的に、海底から離れた中層を漂って生活するとみられている。

## 形態
サイウオ科の仲間は左右にやや平たく側扁した、細長い体型をもつ。全長は最大でも12cm程度で、多くは10cmに満たない小型魚類である。顎ヒゲをもたず、鱗は比較的大きい。側線は背側を走行する。鋤骨に歯を備え、浮き袋は耳嚢と連絡しない。仔魚の形態は他のタラ目魚類と類似するが、変態の過程は緩やかで、直接発生的である。
背鰭は2つあり、うなじに位置する第1背鰭は細長く伸びた1本の鰭条からなる。第2背鰭と臀鰭の基底は長く、いずれも中央部の丈が低くへこんだ特徴的な形をとっている。腹鰭は5軟条で頭部の下に位置し、外側の3本は鰭膜をもたず非常に細長く伸びる。椎骨は43-59個。

## 分類
サイウオ科にはNelson（2016）の体系において1属14種が認められている。本稿では、FishBaseに記載される17種についてリストする。種の同定を含め、本科の分類に関する知見は不充分で、全体的な再検討の必要性が指摘されている。
- サイウオ属 Bregmaceros

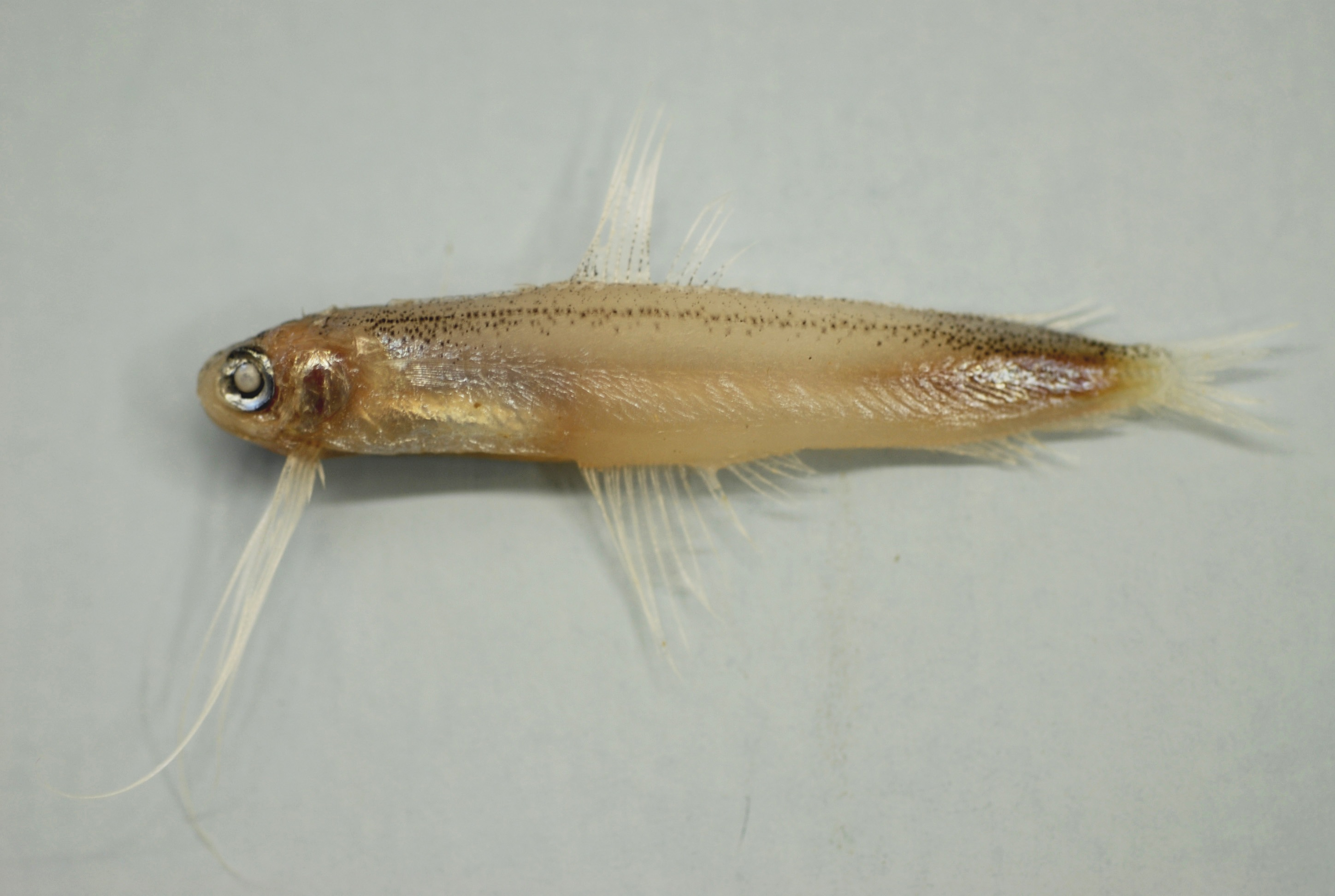
セイヨウサイウオ（Bregmaceros atlanticus）。三大洋の熱帯域に広範囲に分布する種類。本科魚類は鰭の形態に特徴がある

  - ヒトスジサイウオ Bregmaceros anchovia
  - インドサイウオ Bregmaceros arabicus
  - セイヨウサイウオ Bregmaceros atlanticus
  - Bregmaceros bathymaster
  - Bregmaceros cantori
  - Bregmaceros cayorum
  - Bregmaceros houdei
  - サイウオ Bregmaceros japonicus
  - Bregmaceros lanceolatus
  - ミナミサイウオ Bregmaceros mcclellandi
  - Bregmaceros moseri
  - トヤマサイウオ Bregmaceros nectabanus
  - クロハラサイウオ Bregmaceros neonectabanus
  - Bregmaceros pescadorus
  - Bregmaceros pseudolanceolatus
  - Bregmaceros rarisquamosus
  - ゴマフサイウオ Bregmaceros retrodorsalis